# Popko
Popko ist ein männlicher Vorname und ein Familienname.

## Ursprung und Bedeutung
Der Ursprung des Namens Popko kann durch die Namensvariante Poppo (siehe auch im Abschnitt Varianten) bereits seit dem 7. Jahrhundert im Siedlungsraum und Sprachgebiet der Friesen und Flamen nachgewiesen werden.
Popko und die Namensvariante Poppo sind eine friesische Form aus der Kindersprache zu Vornamen mit Folk- (vom Althochdeutschen folc = Kriegsschar, Volk)

## Historisches zum Einzel- und Vornamen
Frühe Nachweise für die Schreibweise Popko sind in Schriftstücken seit dem 14. Jahrhundert belegt. Popko Inen Tjarksena starb 1387 und war friesischer Häuptling zu Innhausen und ist der bisher älteste Beleg für den Vornamen und diese Schreibweise.
Der Vorname Popko ist weiterhin für das Jahr 1432 belegt. In einer Beschreibung zum Flecken Detern ist zu lesen: „Popko Inema übertrug die Burg 1432 den Gebrüdern Edzard und Ulrich Cirksena, wogegen ihm diese auf Lebenszeit zwei Plätze in Engerhafe einräumten [...] Er blieb nur eine zeitlang daselbst wohnen, ging dann auf seine Burg zu Beerte am Dollart [in den Niederlanden], wo er starb.“
1456 wird in einer Urkunde der mittel- und ostfriesischen Johanniter ein Bruder Popko als cellerarius erwähnt, der mit anderen zusammen das Haus von Warffum vertritt.
1505 wird Popko Hesselsz in das Adelsregister unter verschiedenen Gritenijen aufgenommen.
Popko Abels van Bolhuis ist 1571 auf dem Gut Bolhuis in Eekwerd (Groningen, Niederlande) geboren worden und starb mit 54 Jahren, im Jahr 1625, in Middelbert.
Ein weiterer historischer Beleg für den Vornamen Popko ist der Soldat Popko Janssen aus dem Jeverland, der am 17. September 1623 im Kirchspiel Leer heiratete.
Popko Meeuwes, geboren ca. 1645 in Meeden, Groningen, Niederlande war Sohn von Meeuwe Harmens Popkens und Tamke Tonnis.
In einer historischen Beschreibung zur Geschichte der alten Flamen und Mennoniten in Groningen, Provinz Overijssel und Ost-Friesland wird ein Popko Popkes in der Zeit um 1663 erwähnt.
Durch niederdeutsche (friesisch-flämische) Siedler, die nach Russland und Amerika auswanderten, verbreitete und hielt sich die Tradition bis heute bei der Namensgebung der Kinder den Vornamen Popko zu verwenden.

## Historisches zum Zweit-, Nach- und Familiennamen
Beim Familiennamen Popko handelt es sich um einen patronymischen Namen der sich in der Zeit zwischen 1500 und 1600 aus dem Vornamen des Vaters im niederdeutschen, friesisch-flämischen Siedlungsraum entwickelte.
Um 1600 ist der Zweitname Popko in Dokumenten im niederländischen, dem früheren friesischen, Siedlungsgebiet nachweisbar.
So ist in einer Taufurkunde von 1631, aus dem Ort Middelbert der niederländischen Gemeinde Gronigen östlich der Stadt Groningen, der Name Abel Popko auf einer Urkunde handschriftlich erwähnt.
Der niederdeutsche, friesisch-flämische Ruf- bzw. Vorname Popko ist als Familienname in zahlreichen historischen Dokumenten in der Gruppe der „Bug-Holländer“ in den deutschen Siedlungsgebieten in Wolhynien, einem Gebiet in der heutigen Ukraine zu finden. Die Wanderung der niederdeutschen, holländischen Siedler und die Gründung von Kolonien erfolgte in drei größeren Etappen. Diese Kolonien bzw. Siedlungen hatten gelegentlich auch Bezeichnungen bzw. Ortsendungen wie -holendry, -olendry, -golendry, Zabuskie-Holendry oder Swierzowski-Holendry. Diese Siedlungsnamen weisen auf niederdeutsche bzw. niederländische Einflüsse, Traditionen bzw. niederländische Rechts- und Siedlungsformen hin. Vor dem Ersten Weltkrieg befanden sich zahlreiche niederdeutsche, friesisch-flämische Kolonien bzw. Siedlungen hauptsächlich in den heutigen Gebieten der Ukraine, von Belarus und von Polen.
Über den Seeweg kamen ab 1530 „verfolgte Täufer, später Mennoniten genannt, aus den Niederlanden nach Preußen in die Gegend um Danzig (heute Gdansk, Polen).“
Zwischen 1560 und 1564 erfolgte eine Wanderbewegung der niederdeutschen Siedler in die Weichselniederungen im Landesinneren mit Siedlungsgründungen im heutigen Polen.
Zwischen 1617 und 1649 erfolgte eine Wanderbewegung niederdeutscher Siedler in die Gebiete am Bug, einem Zufluss der Weichsel, im Dreiländereck Belarus, Ukraine, Polen.
Wie Dokumenteneinträge der evangelisch-lutherischen Gemeinde mit Kirche von 1617 in Neudorf-Neubruch am Bug belegen, ist der Familienname Popko einer der ältesten Familiennamen niederdeutscher Siedler in diesem Gebiet.

## Namensvarianten
Weitere Varianten von Popko sind: Popke, Popkens, Poppe, Poppeke, Poppo.
Popke, eine Variante von Popko, ist auch als weiblicher Vorname bekannt.
Vom Vor- und Nachnamen Popko sind aus Dokumenten zahlreiche Namensvarianten und unterschiedliche Schreibweisen bekannt. Diese unterschiedlichen Schreibweisen können auch nachweislich in Dokumenten von ein und derselben Person zu finden sein.

## Verbreitung
Im Jahr 2014 war der Vorname Popko 79-mal in sechs verschiedenen Ländern zu finden, am häufigsten in den Niederlanden, gefolgt von den USA.
Der Familienname Popko wird heute in mindestens 17 Ländern benutzt. und wurde im Jahr 2014 mit 2.706 Personen am häufigsten in der Ukraine nachgewiesen. Die höchste Dichte hat der Familienname Popko in Belarus, wo etwa einer von 16.000 Menschen diesen Familiennamen trägt. Weltweit trugen den Familiennamen Popko im Jahr 2014 etwa 8.714 Menschen.

## Bekannte Namensträger

### Vorname
- Popko Inen Tjarksena († 1387), friesischer Häuptling zu Innhausen
- Popko Noordhoff (1833–1903), niederländischer Verleger

### Familienname
- Dmitri Popko (* 1996), russisch-kasachischer Tennisspieler
- Maciej Popko (1936–2014), polnischer Hethitologe